# Christen Møller
Christen Møller (ur. 17 marca 1884 w Sebber, zm. 12 lutego 1981 w Kopenhadze) – duński strzelec, olimpijczyk i medalista mistrzostw świata.
Dwukrotny uczestnik igrzysk olimpijskich (IO 1920, IO 1936). Najwyższe miejsce osiągnął w 1920 roku w drużynowym strzelaniu z karabinu małokalibrowego stojąc z 50 m (4. pozycja).
Møller zdobył 5 medali mistrzostw świata, wszystkie w zawodach drużynowych. Był m.in. wicemistrzem świata w pistolecie dowolnym z 50 m (1927) i w karabinie małokalibrowym stojąc z 50 m (1929).

## Wyniki

### Igrzyska olimpijskie
| Igrzyska       | Konkurencja                                   | Wynik                             | Miejsce | Źródło |
| -------------- | --------------------------------------------- | --------------------------------- | ------- | ------ |
| Antwerpia 1920 | Karabin wojskowy leżąc, 300 m                 | NO                                | NO      | [ 5 ]  |
| Antwerpia 1920 | Karabin wojskowy leżąc, 600 m                 | 55 pkt.                           | ?       | [ 6 ]  |
| Antwerpia 1920 | Karabin małokalibrowy stojąc, 50 m            | 359 pkt.                          | ?       | [ 7 ]  |
| Antwerpia 1920 | Karabin małokalibrowy stojąc, 50 m, drużynowo | 1862 pkt. (druż.) 359 pkt. (ind.) | 4       | [ 1 ]  |
| Berlin 1936    | Pistolet dowolny, 50 m                        | 513 pkt. (84–90–82–85–87–85)      | 28      | [ 8 ]  |
| Berlin 1936    | Pistolet szybkostrzelny, 25 m                 | NO                                | NO      | [ 9 ]  |

### Medale mistrzostw świata
Opracowano na podstawie materiałów źródłowych:
| Mistrzostwa     | Konkurencja                                   | Wynik                             | Miejsce |
| --------------- | --------------------------------------------- | --------------------------------- | ------- |
| Reims 1924      | Pistolet dowolny, 50 m, drużynowo             | 2540 pkt. (druż.)                 |         |
| St. Gallen 1925 | Pistolet dowolny, 50 m, drużynowo             | 2426 pkt. (druż.)                 |         |
| Rzym 1927       | Pistolet dowolny, 50 m, drużynowo             | 2491 pkt. (druż.) 516 pkt. (ind.) |         |
| Sztokholm 1929  | Karabin małokalibrowy stojąc, 50 m, drużynowo | 1807 pkt. (druż.) 354 pkt. (ind.) |         |
| Antwerpia 1930  | Karabin małokalibrowy stojąc, 50 m, drużynowo | 1770 pkt. (druż.)                 |         |